# Saint-Julien (Quebec)
| Saint-Julien                 |                       |
| Saint-Julien.jpg             |                       |
| Coordenadas: 46°00'N 71°32'W |                       |
| Província                    | Quebec                |
| Região administrativa        | Chaudière-Appalaches  |
| Incorporado em               | 1 de julho de 1855    |
| Prefeito                     | Jacques Laprise       |
| Código postal                | G0N 1B0               |
|                              |                       |
| Área                         |                       |
| - Cidade                     | 82,3 km², 32,8 mi²    |
| Fuso horário                 | UTC -5                |
| População (2006)             |                       |
| - Cidade                     | 407                   |
| - Densidade                  | 5 hab/km², 13 hab/mi² |

Saint-Julien é uma municipalidade canadense do conselho municipal regional de Les Appalaches, Quebec, localizada na região administrativa de Chaudière-Appalaches. Em sua área de pouco mais de 82 km², habitam cerca de quatrocentas pessoas. É nomeado em homenagem de Julien-Melchior Bernier, o primeiro reverendo da municipalidade entre 1856 e 1863.